# Wachenheim (Alzey-Worms)
Wachenheim (Alzey-Worms) é um município da Alemanha localizado no distrito (Kreis ou Landkreis) de Alzey-Worms, na associação municipal de Verbandsgemeinde Monsheim, no estado da Renânia-Palatinado.